# 1988年ソウルオリンピックのシンクロナイズドスイミング競技
1988年ソウルオリンピックのシンクロナイズドスイミング競技（1988ねんソウルオリンピックのシンクロナイズドスイミングきょうぎ）は、1988年9月26日から10月1日の競技日程で実施された。

## 概要
前回大会と同様にソロとデュエットの2種目が実施された。ソロでは9月28日のフィギュアに各国最大で3名、計46名（うち棄権1名）がエントリーした。フィギュアではそれぞれの国の上位1名のみを集計し、集計後の上位8名が8月30日のルーティンに進んだ。デュエットでは15チームがエントリーをし、10月1日の決勝には同じく上位8チームが進んだ。

## 競技結果

### ソロ
- フィギュア：9月28日
- ルーティン：9月30日

| 順位 | 選手名               | 国・地域       | フィギュア | ルーティン | 合計    |
| ---- | -------------------- | -------------- | ---------- | ---------- | ------- |
| 1    | キャロライン・ワルド | カナダ         | 101.150    | 99.000     | 200.150 |
| 2    | トレーシー・ルイツ   | アメリカ合衆国 | 98.633     | 99.000     | 197.633 |
| 3    | 小谷実可子           | 日本           | 94.250     | 97.600     | 191.850 |

### デュエット
- 決勝：10月1日

| 順位 | 選手名                                    | 国・地域       | フィギュア | ルーティン | 合計    |
| ---- | ----------------------------------------- | -------------- | ---------- | ---------- | ------- |
| 1    | ミシェル・キャメロン キャロライン・ワルド | カナダ         | 98.917     | 98.400     | 197.317 |
| 2    | カレン・ジョセフソン サラ・ジョセフソン   | アメリカ合衆国 | 97.684     | 98.600     | 197.284 |
| 3    | 小谷実可子 田中京                         | 日本           | 92.759     | 97.400     | 190.159 |

## 各国メダル数
| 順 | 国・地域       | 金 | 銀 | 銅 | 計 |
| -- | -------------- | -- | -- | -- | -- |
| 1  | カナダ         | 2  | 0  | 0  | 2  |
| 2  | アメリカ合衆国 | 0  | 2  | 0  | 2  |
| 3  | 日本           | 0  | 0  | 2  | 2  |